# Roelof Tjalma
Roelof Tjalma (Veen, 6 mei 1895 – Utrecht, 15 maart 1987) was een Nederlands politicus van de ARP.
Hij werd geboren als zoon van Gerrit Tjalma (1866-1947; predikant) en Frederika Kuipers (1865-1903). Hij was ambtenaar bij de gemeente Gorinchem en werd in 1922 gemeentesecretaris van Zuilichem. Daarmee werd hij de opvolger van zijn oudere broer Jetze Tjalma die burgemeester van Genemuiden was geworden. In 1931 werd Roelof Tjalma burgemeester van de gemeenten Piershil en Goudswaard en in 1936 volgde zijn benoeming tot burgemeester van Maartensdijk. In 1944 kreeg die gemeente een NSB'er als waarnemend burgemeester en na de bevrijding zou Tjalma tot 1947 nog kort functioneren als burgemeester van Maartensdijk. Van 1953 tot zijn pensionering in 1960 was hij de burgemeester van Kesteren. Hij overleed in 1987 op 91-jarige leeftijd.